# (181867) 1999 CV118
(181867) 1999 CV118 est un objet transneptunien en résonance 3:7 avec Neptune, découvert par D. C. Jewitt, C. A. Trujillo et J. X. Luu le 10 février 1999 à Mauna Kea sur l'île d'Hawaï.

## Orbite
1999 CV118 a un périhélie de 37,4 UA et un aphélie de 68,7 UA, en résonance 3:7 avec Neptune